# Sansin

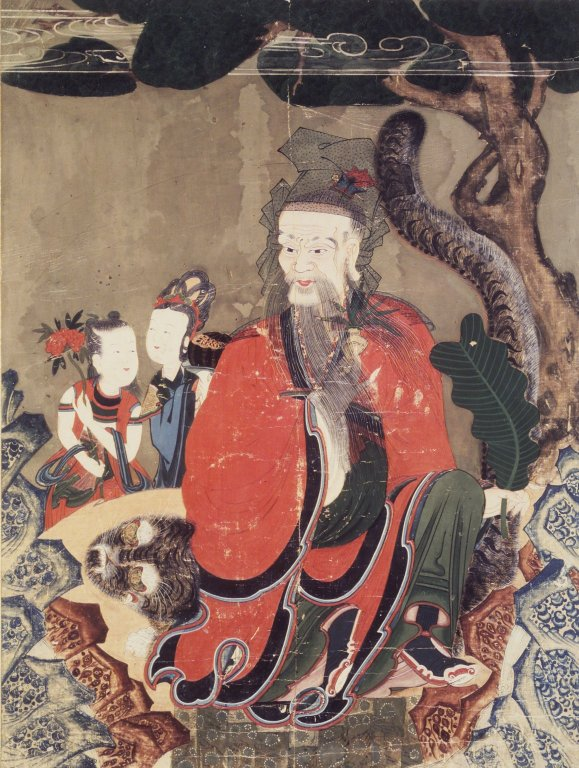
Représentation coréenne d'un sansin

Les sansin (coréen : 산신) sont les dieux des montagnes dans la mythologie coréenne. Ils sont souvent associés à un tigre. Leur équivalent japonais est le yama-no-kami ou yama-gami.
En Corée, chaque temple bouddhiste possède un sanctuaire appelé sansingak (산신각, 山神閣) consacré au sansin, 
généralement représenté comme une figure masculine entourée par des tigres.

## Source de la traduction
- (en) Cet article est partiellement ou en totalité issu de l’article de Wikipédia en anglais intitulé « Sansin » (voir la liste des auteurs).